# Cheiridium capense
Cheiridium capense är en spindeldjursart som beskrevs av Beier 1970. Cheiridium capense ingår i släktet Cheiridium och familjen dvärgklokrypare. Inga underarter finns listade i Catalogue of Life.